# منگرسکیرشن
منگرسکیرشن (به آلمانی: Mengerskirchen) یک منطقهٔ مسکونی در آلمان است که در لیمبرگ-وایلبورگ واقع شده‌است. منگرسکیرشن ۵٬۹۵۳ نفر جمعیت دارد.